# Узунгулово
Узунгу́лово (баш. Оҙонгүл) — деревня в Учалинском районе Башкортостана России, относится к Миндякскому сельсовету.

## Население
| 2002 | 2009 | 2010 |
| ---- | ---- | ---- |
| 230  | ↗237 | ↘198 |

Национальный состав
Согласно переписи 2002 года, преобладающая национальность — башкиры (100 %).

## История
До 19 ноября 2008 года входил в состав Озёрного сельсовета (Закон Республики Башкортостан от 19 ноября 2008 г. N 49-з  «Об изменениях в административно-территориальном устройстве Республики Башкортостан в связи с объединением отдельных сельсоветов и передачей населённых пунктов»).

## Географическое положение
Расстояние до:
- районного центра (Учалы): 80 км,
- центра сельсовета (Миндяк): 10 км,
- ближайшей железнодорожной станции (Урал-Тау): 24 км.

## Религия
В деревне есть мечеть Рахман.

## Достопримечательности
Около деревни, на берегу озера Узункуль находится памятник археологии стоянка «Мурат». Объект культурного наследия № 0310038000